# Conservatieve Partij (Brazilië)
De Conservatieve Partij (Portugees: Partido Conservador) was een partij tijdens het Keizerrijk Brazilië. De meeste van haar leden waren tegen de afschaffing van de slavernij (zoals nagestreefd door keizer Peter II van Brazilië en de Liberale Partij). Programmatisch verschilde zij voorts amper van Liberale Partij (beide partijen waren monarchistisch), haar grote concurrent. De PC leverde 17 maal de premier van Brazilië.
De PC werd nadat de republiek was uitgeroepen (1889) ontbonden. Een deel van haar leden sloot zich bij de republikeinen aan (zoals Francisco de Paula Rodrigues Alves, de later president van Brazilië).
De laatste premier van de PC was João Alfredo Correia de Oliveira.